# 에미 콜리가도
에미 콜리가도(Emy Coligado, 1971년 6월 5일 ~ )는 필리핀계 미국인 배우이다.

## 출연 작품

### 영화
- 미스 에이전트 2: 라스베가스 잠입사건 (2005)
- 돈 컴 노킹 (2005)
- Kids in America (2005) - 에밀리 추아 역
- 바보 삼총사 (2012)

### 텔레비전
- 크로싱 조던 (2001-07)
- 말콤네 좀 말려줘 (2002-06)
- 프레시 오프 더 보트 (2017)
- 엿보는 자들의 밤 (2023)